# Petraeovitex sumatrana
Petraeovitex sumatrana là một loài thực vật có hoa trong họ Hoa môi. Loài này được H.J.Lam miêu tả khoa học đầu tiên năm 1921.